# 蕭山戰鬥 (北洋政府時期)
蕭山戰鬥發生於1927年2月5日－2月18日，地點則是在中國浙東一帶，是國民革命軍北伐戰爭的戰鬥之一。蕭山戰鬥的交戰雙方，一方為國民革命軍，另一方為北洋政府所轄軍隊。

## 參看
- 中華民國北洋政府時期內戰戰鬥列表